# Stari Kuixket
Stari Kuixket - Старый Кушкет (rus) - és un poble de la República del Tatarstan, a Rússia. El 2010 tenia 190 habitants.